# شاهراه (شاخن)
شاهراه (بالإنجليزية: Shahrah, South Khorasan)‏ هي مستوطنة تقع في إيران في قسم شاخن الريفي. يقدر عدد سكانها بـ 18 نسمة .